# Ситръс (окръг, Флорида)
Окръг Ситръс (на английски: Citrus County) е окръг в щата Флорида, Съединени американски щати. Площта му е 2002 km², а населението - 118 085 души (2000). Административен център е град Инвърнес.